# 油麻地配水庫休憩花園

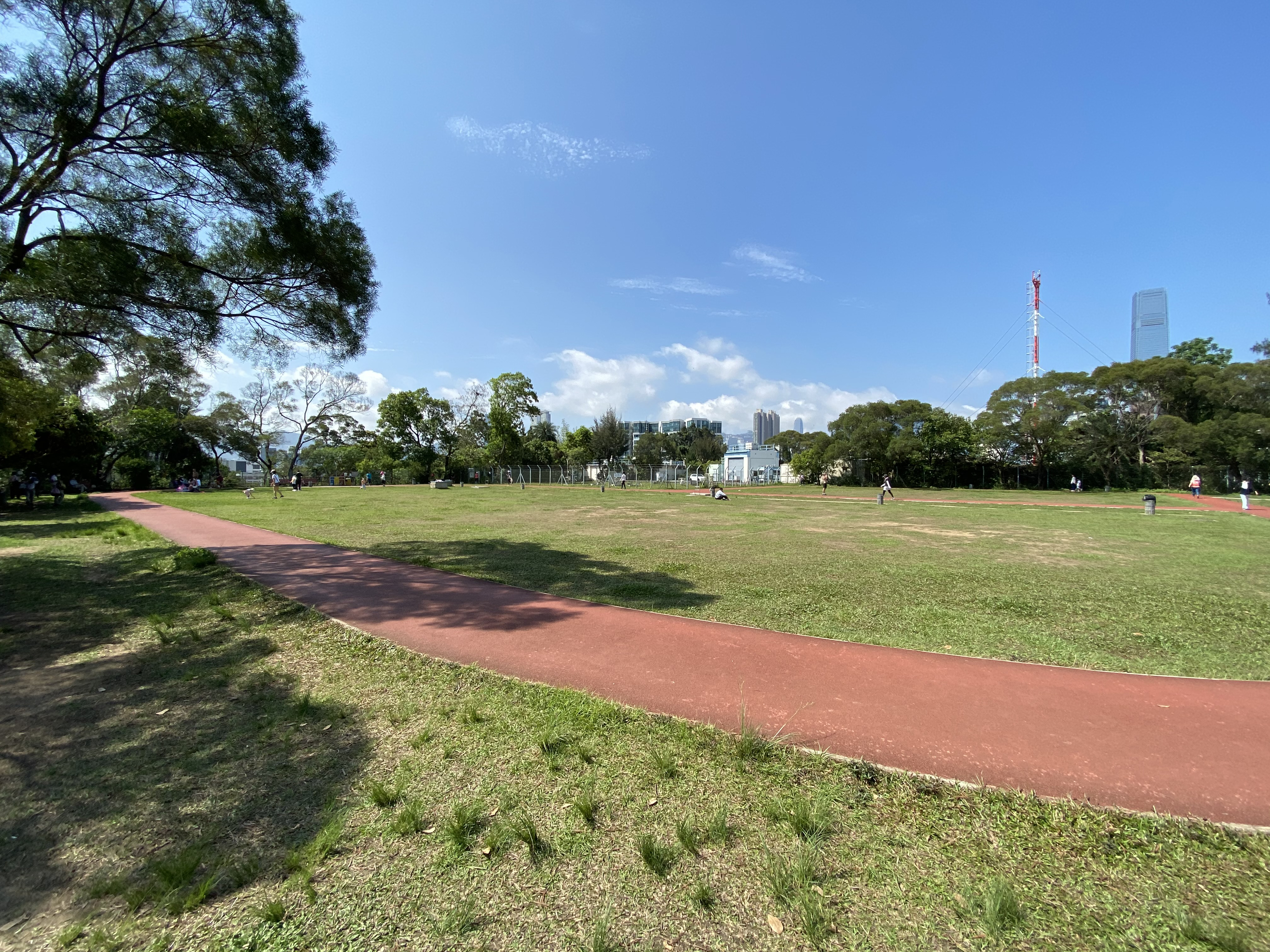
油麻地配水庫休憩花園

油麻地配水庫休憩花園（英語：Yau Ma Tei Service Reservoir Rest Garden），位於九龍油麻地京士柏道，由康樂及文化事務署管理。
花園下的油麻地配水庫建於1894年，被評為一級歷史建築。

## 設施
- 緩跑徑
- 健身徑

## 外部連結
- 油麻地配水庫休憩花園
- 【慢活城中】京士柏山上的小天地 油麻地配水庫休憩花園︱kennechu.info （页面存档备份，存于）